# Ekgetingbock
Ekgetingbock (Xylotrechus antilope) är en skalbaggsart som först beskrevs av Carl Johan Schönherr 1817.  Ekgetingbock ingår i släktet Xylotrechus och familjen långhorningar.
Artens utbredningsområde är:
- Corsica.
- Frankrike.
- Iran.
- Portugal.
- Ukraina.

Enligt den svenska rödlistan är arten nära hotad i Sverige. Arten förekommer i Götaland. Artens livsmiljö är skogslandskap, jordbrukslandskap. Inga underarter finns listade i Catalogue of Life.

## Bildgalleri

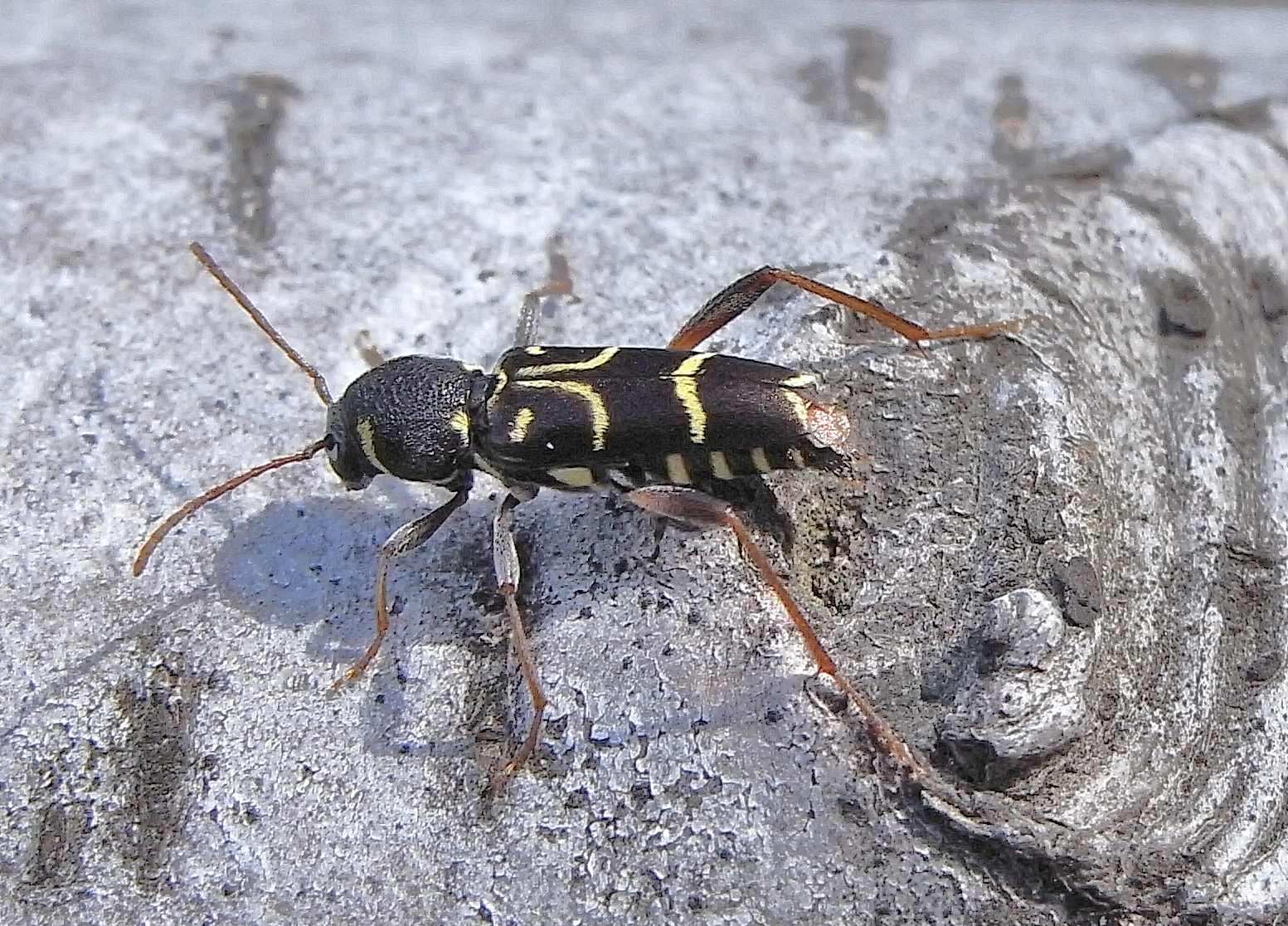